# 2019年中国大陆矿难列表
本条目旨在列举发生在2019年中国大陆的较重大矿难。据中国大陆官方统计，2019年中国大陆共发生了138起煤矿矿难、造成332人死亡。

## 1月
- 1月12日，陕西省榆林市神木市永兴办事处百吉煤矿发生井下冒顶事故，造成21人死亡。[2]

## 2月
- 2月23日，内蒙古银漫矿业“2•23”井下车辆伤害重大事故，造成22人死亡、28人受伤。[3]

## 3月
- 3月16日，山西介休一煤矿放炮作业发生事故，造成3人死亡、5人受伤。[4]

## 7月
- 7月31日，贵州七星关区大树煤矿疑似瓦斯爆炸事故，造成7人死亡。[5]

## 9月
- 9月28日，徐矿集团新疆赛尔能源有限责任公司三矿发生瓦斯爆炸事故，造成4人死亡、1人受伤。[6]

## 10月
- 10月22日，陕西彬长大佛寺矿业有限公司发生瓦斯窒息事故，造成4名矿山救护队成员死亡、1名成员受伤。[7]
- 10月26日，四川省川南煤业泸州古叙煤电公司石屏一矿综采工作发生漏顶事故，造成6人死亡、1人受伤。[7][8]

## 11月
- 11月18日，山西平遥峰岩煤焦集团二亩沟煤业有限公司发生重大瓦斯爆炸事故，造成15人遇难、9人受伤（其中5人重伤）。[9][10]
- 11月25日，贵州织金煤矿煤与瓦斯突出事故造成7人死亡。[11]

## 12月
- 12月14日，四川杉木树煤矿矿区发生透水事故，造成5人死亡。[9][12]
- 12月17日，贵州省黔西南州安龙县广隆煤矿发生煤与瓦斯突出事故，造成16人死亡。[9][13]